# Ziprasidone
Lo ziprasidone è un farmaco appartenente alla famiglia degli antipsicotici atipici. È stato il quinto di questa famiglia ad essere approvato dalla FDA per il commercio negli USA nel 2001.
È indicato per il trattamento della schizofrenia e per il disturbo bipolare.
Off-label è utilizzato anche per la cura della depressione, per l'ansia, deficit dell'attenzione e disturbi ossessivo compulsivi.